# 微机电系统
微机电系统（英語：Micro electro mechanical Systems，縮寫：MEMS）是将微电子技术与机械工程融合到一起的一种工业技术，它的操作范围在微米尺度内。微机电系统由尺寸为1至100微米（0.001至0.1毫米）的部件组成，一般微机电裝置的通常尺寸在20微米到一毫米之间。微机电系统在日本称微机械（micromachines），在欧洲称微系统技術（Micro Systems Technology，MST）。
比微机电系统更小，在纳米范围的类似技术称为纳机电系统（nanoelectromechanical systems，NEMS）。
微机电系统与分子纳米技术或分子电子学的超前概念不同。它们内部通常包含一个微处理器和若干获取外界信息的微型传感器。相比大尺寸的机械装置，由于MEMS的大表面积与体积比，MEMS在设计时需要考虑环境电磁作用（例如静电荷和磁矩）和流体动力学（例如表面张力和粘度）。 MEMS技术与分子纳米技术或分子电子学的区别在于后者还必须考虑表面化学。
微机电系统的實現得力於用来制造电子裝置的半导体加工技术，並加以改造，使微机电系统可以应用到实际上。這些加工方式包含了微米等級的模塑成型（molding）、鍍層（plating）、湿法刻蚀（氢氧化钾，四甲基氢氧化铵）和乾法刻蚀（RIE和DRIE）、电火花加工（EDM），和其他一些能够制造微小型裝置的加工方式。
微機電系統應用的一個知名實例是在蘋果公司的手提通訊裝置中，該公司較新的手機用MEMS振盪器取代以往的石英晶體振盪器產生時脈訊號，但由於氦原子會滲入MEMS積體電路的封裝內，改變MEMS振盪電路的工作情況，因此使氦氣影響了iPhone、Apple Watch和iPad等設備的使用，以致用戶處於不知覺氦氣洩漏環境的時候手機失效，直到離開氦氣洩漏環境一段時間，氦氣消散後才恢復，此事經媒體報導後廣為人知。

## 历史
微型机械的概念在相应的加工技术出现前就有人提出。1959年，理查德·费曼在加州理工学院舉行《底层还有大空间》演讲，提出在原子尺度操纵物质的可能性以及将面临的挑战。1964年，西屋公司一支团队制造出第一批微机电裝置，叫谐振栅极晶体管（英語：resonant gate transistor）。

## 简介
微机电系统是微米大小的机械系统，其中也包括不同形状的三维平板印刷产生的系统。这些系统的大小一般在微米到毫米之间。在这个大小范围中日常的物理经验往往不适用。比如由于微机电系统的面积对体积比比一般日常生活中的机械系统要大得多，其表面现象如静电、润湿等比体积现象如惯性或热容量等要重要。它们一般是由类似于生产半导体的技术如表面微加工、体型微加工等技术制造的。其中包括更改的硅加工方法如压延、电镀、湿蚀刻、干蚀刻、电火花加工等等。
生产微机电系统的公司的大小各不相同。大的公司主要集中于为汽车、生物医学或电子工业生产大批量的便宜的系统。成功的小公司则集中于生产创新的技术。所有这些公司都致力于研究开发。随着传感器的发展微机电系统的复杂性和效率不断提高。
常见应用有：
- 在喷墨打印机里作为压电元件
- 在汽车里作为加速规来控制碰撞时安全气囊防护系统的施用
- 在汽车里作为陀螺来测定汽车倾斜，控制动态稳定控制系统
- 在轮胎里作为压力传感器，在医学上测量血压
- 数字微镜芯片
- 微型麦克风阵列
- MEMS微型投影仪
- 在计算机网络中充当光交换系统，这是一个与智能灰尘技术的融合

设计微机电系统最重要的工具是有限元分析。

## 技术
微机电系统有多种原材料和制造技术，选择条件是系统的应用、市场等等。

### 硅
硅是用来制造集成电路的主要原材料。由于在电子工业中已经有许多实用硅制造极小的结构的经验，硅也是微机电系统非常常用的原材料。硅的物质特性也有一定的优点。单晶体的硅遵守，几乎没有弹性滞后的现象，因此几乎不耗能，其运动特性非常可靠。此外硅不易折断，因此非常可靠，其使用周期可以达到上兆次。一般微机电系统的生产方式是在基质上堆积物质层，然后使用平板印刷和蚀刻的方法来让它形成各种需要的结构。

#### 表面微加工
表面微加工是在硅晶片上沉积多晶硅然后加工。

#### 深层刻蚀
深层刻蚀如深层反应离子刻蚀技术蚀刻到晶片内部的牺牲层，牺牲层在蚀刻完成后溶解掉，本来埋在晶片内部的结构就可自由运动。

#### 体型微加工
体型微加工与深层刻蚀类似，是另一种去除硅的方法。一般体型微加工使用碱性溶液如氢氧化钾来腐蚀平板印刷后留下来的硅。这些碱溶液腐蚀时的相对各向异性非常强，沿一定的晶体方向的腐蚀速度比其它的高一千倍。这样的过程往往用来腐蚀v状的沟。假如选择的原材料的晶向足够精确的话这样的沟的边可以非常平。

### 高分子材料
虽然电子工业对硅加工的经验是非常丰富和宝贵的，并提供了很大的经济性，但是纯的硅依然是非常昂贵的。高分子材料非常便宜，而且其性能各种各样。使用注射成形、压花、立体光固化成形等技术也可以使用高分子材料制造微机电系统，这样的系统尤其有利于微液体应用，比如可携测血装置等。

### 金属
金属也可以用来制造微机电系统。虽然比起硅来金属缺乏其良好的机械特性，但是在金属的适用范围内它非常可靠。

## 研究和开发
MEMS研究人员使用一系列的工程软件工具来测试他们设计的仿真度和原型。MEMS设计经常用到有限元素分析。对动态力，热度等等的仿真可用ANSYS，COMSOL、IntelliSuite和CoventorWare-ANALYZER等软件实现。其他软件，比如ConvertorWare-ARCHITECT和MEMS-PRO用来开发更适合加工制造的产品布局，甚至用来仿真嵌入型的MEMS系统。当原型机开发完成后，研究人员能够用各种仪器比如激光多普勒扫描振動计，显微镜，频闪观测仪等来测试它们。